# 伊藤芳朗
伊藤 芳朗（いとう よしろう、1960年〈昭和35年〉8月20日 - ）は、大阪府出身の弁護士。東京弁護士会所属（39期）。

## 来歴・人物
灘高等学校、東京大学法学部卒業。坂本堤弁護士一家殺害事件など、オウム真理教関連の事件に関わり、テレビなどにも出演した。
1990年に伊藤法律事務所を開設。1996年、クレスト法律事務所に改称。現在はクレスト法律事務所所長弁護士。
2004年1月30日、テレビ番組制作者の依頼で弁護士の立場を利用して戸籍謄本等を不正取得し（取材対象の計12人）、金銭を受け取ったとして、東京弁護士会から業務停止4カ月の懲戒処分を受けた。この件について伊藤は「番組制作に誤りがないよう、弁護士として関与した一環であり、職務上必要な行為だった」と釈明している。
2013年8月、土屋アンナの舞台降板問題による損害賠償請求の民事訴訟の製作者側の弁護を担当した。

## 著書
- 『少年A』の告白 - 小学館
- ボクが弁護士になった理由 - 教育資料出版社